# 明誉古磵
明誉 古磵（みょうよ こかん、承応2年（1653年） - 享保2年5月23日（1717年7月1日））は、日本の江戸時代前期から中期にかけて活動した浄土宗の僧侶、画僧。京都の報恩寺第15代住職。僧名は、澄蓮社明誉虚舟古磵。

## 略伝
出生地や家系、世俗名などの出自は不明だが、大和郡山出身とする説がある。当時浄土宗の僧侶になるには、15歳でどこかの寺院に所属し関東十八檀林での修学を始めるのが普通なため、このころに出家したと考えられる。所属は大和郡山の西岸寺とする意見もあるが、『続緑山志目次』の記述から称名寺 (奈良市)の可能性がある。増上寺で修行したとされ、貞享元年（1684年）32歳の時、敬神の証として自ら大黒天を1000体描くことにした、というのが初めてわかる事績である。1680年代後半から20年ほど、京都で画僧として活動していたようだ。年次が確実な最も早い作品は、貞享5年（1688年）刊行の『當麻曼荼羅白記撮要』（当麻曼荼羅についての必修概要）と『浄土十六祖伝』の木版挿絵で、以後もしばしば浄土宗関係の版本の挿絵を手掛けている。元禄10年（1697年）知恩院で浄土宗祖法然が東山天皇から「円光大師」を追贈されたことを祝した記念式典が行われた際、古磵はこれを記録する「円光大師贈号絵詞伝」制作を任されており、既に画僧として名声を得ていたことを物語っている。
元禄15年（1702年）頃に大和郡山の西岸寺に移り、ついで正徳元年（1711年）頃に西岩倉の専修院、上京区の浄福寺へ移り、後に報恩寺に移る。京都移住後も奈良との関係は深く、奈良や大和郡山を中心に多くの社寺に古磵の作品を残している。特に正徳2年（1712年）から享保元年（1716年）までの4年間は薬師寺を頻繁に訪れ、地蔵院に逗留していた。晩年大和に行き郡山西巌寺にて没す。享保2年（1717年）示寂、65歳。墓所は報恩寺とされるが、これは同寺の第25世来誉が天明の大火後に歴代住職顕彰のために建立した無縫塔である。実際の墓は現在確認できないが、浄福寺に葬られたと考えられ、薬師寺大基堂に位牌が安置されている。

## 画風
諸書では狩野永納に画を学んだとされるが、この説は江戸時代には確認できず、早くとも明治時代に現れた説であり、その根拠は不明である。一方、古磵と同時代に活躍した浅井不旧著『扶桑名公画譜』では、最初海北友雪につき、後に狩野益信に師事したと記している。古磵に関しての他の記述も、必要最小限ながら正しく記されていることから、こちらのほうが信憑性が高い。のちに雪舟の画風を慕ったといわれ、号の「虚舟」の「舟」は、雪舟から取ったとも考えられる。現在確認されている作品は300点ほど。代表作には画僧らしく涅槃図や縁起絵巻が挙げられるが、遺作全体を眺めると簡略な水墨画での山水画や人物画が多い。特に軽妙な筆致の大黒天図が約半分を占め、薬師寺の古文書調査によると、2000点を超える大黒天図を寄進したことが判明している。浄土宗の僧侶でありながら、禅宗の教えを絵画化した禅機画もしばしば描き、絵解きに用いたと思われる物も散見する。人物たちは汗をかいて肉体労働している場面が少なくないが、顔は総じて笑顔で観る者を和ませる。大黒図の中には「笑顔常開（中略）貨財現来」という自讃をもつものがあり、常に笑顔でいれば幸せが訪れるという古磵の思想を表している。また書にも堪能で、忍海と月僊と共に「江戸時代浄土宗の三筆」とも評される。絵の弟子に高田敬輔がいる。

## 古磵の名前について
古磵の名前は、既に江戸時代から表記が一定せず、様々に呼び習わされた。しかし、浄土宗僧侶名の原則（呉音読み）や、報恩寺の位牌や無縫塔、薬師寺の位牌、古磵が生前刊行した版本から、蓮社号は澄蓮社（しょうれんじゃ）、誉号は明誉（みょうよ）、道号は虚舟（こしゅう）、法号は古磵で、この順に繋げた澄蓮社明誉虚舟古磵が浄土宗的に正しい呼び名である。浄土宗の僧は、誉号と道号の間に阿号が入る事もあるのだが、古磵の阿号は確認されていない。なお、道号の虚舟を画号としても使用しており、別号に、寿月軒、泰嶽堂、愷がある。また、パソコン普及後は「古礀」の表記も見られるが、本来は誤りである。

## 代表作
- 『浄土十六祖図伝』 元禄元年（1688年）跋
- 『人物草画』 絵本 享保9年（1724年）

| 作品名                   | 技法             | 形状・員数     | 寸法（縦x横cm）         | 所有者         | 年代                                     | 落款・印章                            | 備考 |
| ------------------------ | ---------------- | -------------- | ----------------------- | -------------- | ---------------------------------------- | ------------------------------------- | --- |
| 円光大師贈号絵詞伝       | 著色             | 3巻            |                         | 知恩院         | 1697年（元禄10年）                       |                                       | 前述。湛澄撰文、北向雲竹詞書。 |
| 観経曼荼羅（当麻曼荼羅） | 紙本木版一部彩色 | 1幅            |                         | 報恩寺         | 1697年（元禄10年）                       |                                       | |
| 羅漢彫瑞像図             | 紙本著色         | 壁画1面        |                         | 清凉寺         | 1703年（元禄16年）                       |                                       | 本尊の後背裏壁に描かれ、本堂の裏口に面している。 |
| 涅槃図（観経曼荼羅）     | 絹本著色         | 1幅            |                         | 王寺町・永福寺 | 1703年（元禄16年）                       |                                       | |
| 涅槃図                   | 紙本著色         | 1幅            |                         | 奈良市・浄国院 | 1704年（宝永元年）                       |                                       | |
| 大仏殿虹梁木曳図         | 紙本墨画淡彩     | 1巻            |                         | 東大寺         | 1704年（宝永元年）頃                     |                                       | |
| 植槻道場縁起             | 紙本著色         | 1巻72葉        |                         | 植槻八幡神社   | 1705年4月11日（宝永2年3月18日）          |                                       | |
| 涅槃図                   | 紙本著色         | 1幅            |                         | 永慶寺         | 1703-07年頃                              |                                       | |
| 涅槃図并釈迦八相図       | 紙本著色         | 3幅対          |                         | 法隆寺         | 1711年（正徳元年）                       |                                       | 中幅に涅槃図、左右幅に釈迦八相図描く。 |
| 元興寺別院極楽坊縁起絵巻 | 紙本著色         | 2巻            |                         | 元興寺         |                                          |                                       | |
| 一心寺縁起絵巻           | 紙本著色         | 1巻            | 35.9x1235.6             | 一心寺         | 1692年（元禄5年）以降                    |                                       | 大阪市指定文化財。古磵大和時代の作品か。 |
| 薬師寺縁起絵巻           | 紙本著色         | 4巻            | 39.8x1558.0～1882.0     | 薬師寺         | 1716年（享保元年）                       |                                       | 詞書は東大寺別当・道恕。薬師寺の創建から薬師如来の造像や伽藍整備、様々な霊験、諸法会などを描く。詞書に対して絵の割合が非常に大きいのが特徴で、温和な画風で咲く草花のなかで、老若男女の群像をいきいきと描き出している。 |
| 薬師浄土曼荼羅図         | 紙本著色         | 1幅            | 400.5x242.0             | 薬師寺         | 1716年（享保元年）頃                     |                                       | |
| 富嶽図・雲龍図           | 紙本墨画         | 襖各4面・計8面 | 171.0x368.0             | 薬師寺         |                                          |                                       | 富嶽図は、元々長沢芦雪筆「松虎図」襖8面の裏右半面に描かれていたが、現在は改装され別々にされている。 |
| 釈迦十六羅漢図           | 紙本墨画         | 1幅            | 191.0x155.5             | 薬師寺         |                                          |                                       | |
| 法相十八祖像             | 紙本著色         | 18幅           | 118.2～132.7x49.7～59.1 | 薬師寺         |                                          |                                       | |
| 韋駄天図・昇龍図・降龍図 | 絹本墨画         | 3幅対          | 91.8x32.1（各）         |                |                                          |                                       | |
| 涅槃図                   | 紙本墨画淡彩     | 1幅            | 48.2x62.3               | 清巌寺         |                                          | 無款記/黒文方印                       | |
| 大和名所図会             | 紙本著色         | 六曲一双       | 178.2x370.0（各）       | 個人           |                                          | 無款                                  | 落款・印章は無いが、薬師寺旧蔵と伝えられることや画風から古磵作の可能性がある。江戸時代中期に大和各地の景観を描いた作品は、他に知られておらず貴重。 |
| 大涅槃図                 | 紙本著色         | 1幅            | 1510.0x760.0            | 泉涌寺         | 1717年5月18日（享保2年4月8日、裏面明記） | 落款「沙門古磵図」/「澄蓮社」「明誉」 | 古磵の絶筆にして、15.1ｍx7.6mの大きさもつ、日本にある涅槃図の中では最大級の作品。泉涌寺の涅槃会で現在も用いられているが、あまりに大きいため垂直に縣けられす、奥に向かって「コ」型で掛けられる。元々東大寺大仏殿で用いるよう制作されたためと言われるが、これを裏付ける史料は確認できず、その大きさから生まれた俗説だと想像される。一方、本作の軸裏墨書には古磵の「遺願」として、涅槃会に仏牙と共に本作を縣け、僧俗に拝んでもらいと記されている。また実際に懸けると、観者の上部に空があり、仏陀がやや上に見上げる位置におかれ、等身大に描かれた悲しむ人々が観者とシンクロするように描かれるなど、絵と現実世界が一体化するよう工夫されていることから、最初から泉涌寺に縣けられるのを意図して描かれたと考えられる。 |